# 林沙参
林沙参（学名：Adenophora stenanthina subsp. sylvatica）为桔梗科沙参属下的一个亚种。

## 扩展阅读
- 維基物種上的相關：林沙参